# Bator Dabain
Bator Dabain (ros. Батор Дабаин, ur. 1900 w ajmaku agińskim, zm. ?) – radziecki buriacki polityk.

## Życiorys
W 1923 wstąpił do komitetu rewolucyjnego ajmaku agińskiego, był słuchaczem kursów spółdzielczych, wchodził w skład zarządu rady towarzystw spożywców ajmaku agińskiego oraz komitetu wykonawczego cugolskiej rady choszunowej, w 1926 został przyjęty do WKP(b). Od 1926 uczył się na obwodowych kursach prawniczych w Uralsku, po których został zastępcą prokuratora i potem prokuratorem ajmaku agińskiego, a później sekretarzem odpowiedzialnym agińskiego ajmacznego kmitetu WKP(b). Od 11 kwietnia 1929 do 6 lipca 1934 zajmował stanowisko przewodniczącego CIK Buriacko-Mongolskiej ASRR.